# The Pioneer (Індія)
The Pioneer — індійська англомовна щоденна газета, що видається у Делі, Лакнау, Бхубанешварі, Бхопалі, Чандіґархі, Деградуні та Ранчі. Видається з 1865 року, з 1869 року — щоденно. З 1933 року до 1990-х років видавалася виключно в Лакнау, пізніше — в багатьох містах країни.